# 시리아 내전에 대한 국제적 반응
시리아 내전에 대한 국제적 반응은 시리아 정부를 지지하는 노력에서부터 정부를 해산시키려하는 노력까지 다양하다. 2011년에 아랍 연맹, 유엔, 그리고 몇몇 유럽 국가들은 내전이 과대하게 커진 것과 지나치게 많은 폭력이 사용됨에 대해 시리아 정부를 비판하였다. 중동의 여러 나라들은 처음에는 시리아 정부를 지지했지만 사태가 커지고 사망자 수가 빠르게 늘어나자 정부와 시민군을 모두 비판하며 중립적인 입장을 취했다. 러시아와 중국은 유엔 안전 보장 이사회에서 시리아에 경제적 제제를 가하자는 안건에 반대를 하였다.

## 범국가적 기구

### 유엔

#### 2011년의 선언
3월 18일, 반기문 유엔 사무총장은 시리아 정부의 폭력적인 시위대 억압을 "용납할 수 없다"고 말하였다.
3월 22일, 유엔 인권 고등판무관 사무소장은 시리아 정부에게 시위 진압 과정의 폭력을 조사하라고 촉구하였다.
8월 3일, 유엔 안전 보장 이사회는 바샤르 알아사드의 잔인한 시위대 억압을 강하게 비판하였다.

#### 유엔 안전보장이사회 결의안
2011년 10월 4일, 러시아와 중국은 유럽 중심의 알아사드 정권에 제제를 가하는 결의안을 반대하여 무효화되었다.
결의안은 시리아 정부가 시위대에 대한 폭력을 지속할 시 경제적 제제를 가한다는 내용을 포함하고 있었다.
2011년 12월, 러시아는 시리아 정부와 시위대 모두에게 책임을 돌리는 결의안을 제안하였다.

#### 화학 무기 제거에 대한 동의
2013년 9월 27일, 유엔 안전 보장 이사회는 화학적 무기를 포기하겠다는 시리아의 동의를 포함한 유엔 안전 보장 이사회 결의 제2118호를 통과시켰다.

### 유럽 연합
2011년 3월 22일, 유럽 연합 공통외교 안보정책 상급대표인 캐서린 애슈턴은 유럽 연합은 시리아의 평화적 시위에 실탄을 과다하게 사용하며 잔인하게 탄압하는 것을 비판한다고 발표하였다.
7월 31일에는 하마에서의 군사 작전이 136명의 사상자를 내면서 시리아 정부에 대한 비판을 반복하였다.
8월 18일에 그녀는 시리아 시민을 위해 알아사드 정권의 퇴임은 반드시 필요하다고 발표했다.